# Beatrice Stella Campbell
Beatrice Stella Campbell (född Tanner och känd under namnet Mrs. Patrick Campbell), född 9 februari 1865 i Kensington i London, död 9 april 1940 i Pau i Pyrénées-Atlantiques, var en brittisk skådespelerska.
Campbell debuterade 1888, och fick sitt genombrott som Paula i Arthur Wing Pineros Tanquerays andra hustru (1893). Hon intog med fantasi, temperament, stil och elegans platsen som Ellen Terrys närmaste arvtagerska inom brittisk scenkonst och spelade med framgång även i USA. Bland hennes roller märks, utom en rad av Shakespeares kvinnogestalter, Elektra, Hedda Gabler, Magda i Hermann Sudermanns Hemmet och Eliza Doolittle i George Bernard Shaws Pygmalion (1914). Den sistnämnda rollen var specialskriven för henne. Hennes brevväxling med Shaw har dramatiserats av Jerome Kilty i dialogkomedin Dear Liar: A Comedy of Letters.